# Капъкуле (железопътна гара)
Железопътна гара Капъкуле (на турски: Kapıkule Garı), е най-западната жп гара в Турция. Намира се в регион Мармара, вилает Одрин, на север от Капъкуле, край границата на с България. Капъкуле е гранична железопътна станция и терминал за влакове движещи се на територията на  Турция. Маршрута на Босфор експрес от Истанбул през Одрин, Капъкуле, Капитан Андреево, Димитровград, Меричлери, Стара Загора, Дряново, Велико Търново, Полски Тръмбеш, Русе до Букурещ и на Балкан експрес от Истанбул през Одрин, Капъкуле, Капитан Андреево, Димитровград, Първомай, Пловдив, Септември, София, Петърч, Калотина-запад, Градина, Ниш до Белград са през границата на Турция с България. Железопътната гара Капълуле е по-натоварена от 2-те гранични железопътни гари в Турция, другата е Капъкьой (на турски: Kapıköy) край границата на Турция с Иран.
Разположена е на железопътната линия Истанбул – Капъкуле (на турски: İstanbul – Kapıkule Bölgesel Tren Hattı). През нея минават международните влакове „Босфор експрес“ (Истанбул – Букурещ) и „Балкан експрес“ (Истанбул – Белград).　　
Гара Капъкуле е открита през 1971 година на успоредна железопътна линия с цел да бъде заобиколена главната линия на бившите Източни железници и да бъдат намалени големите брой и обем на пътническите или товарни композиции в железопътна гара Караагач (на турски: Karaağaç) в Одрин. В гара Караагач постепенно са намалели броя и обема на извършените пътнически и товарни превози, и в крайна сметка е закрита за железопътна експлоатация. От 2017 г. се ползва като факултет по изящни изкуства на Тракийския университет.